# 烏里克河
烏里克河（俄语：Урик）是俄羅斯的河流，屬於別拉亞河的右支流，由布里亞特共和國和伊爾庫茨克州負責管轄，河道全長210 km（130 mi），流域面積3,520 km2（1,360 sq mi），發源自基托伊山脈，河水主要來自雨水，每年十月至翌年五月結冰。